# Sergiu Klainerman
Sergiu Klainerman (Bucareste, 13 de maio de 1950) é um matemático romeno-estadunidense, conhecido por suas contribuições para o estudo de equações diferenciais hiperbólicas parciais e relatividade geral. É professor do Departamento de Matemática da Universidade de Princeton, cargo que ocupa desde 1987. De 1980 a 1987 foi professor da Universidade de Nova Iorque.
Klainerman é membro da Academia Nacional de Ciências dos Estados Unidos (eleito em 2005), membro entrangeiro da Académie des Sciences (eleito em 2002) e fellow da Academia de Artes e Ciências dos Estados Unidos (eleito em 1996). Foi eleito para a classe 2018 de fellows da American Mathematical Society.
Foi bolsista MacArthur em 1991 e bolsista Guggenheim em 1997. Klainerman recebeu o Prêmio Memorial Bôcher de 1999 "por suas contribuições às equações hiperbólicas não-lineraes". Foi co-Editor-in-Chief do periódico Publications Mathématiques de l'IHÉS.
Foi palestrante convidado do Congresso Internacional de Matemáticos em Varsóvia (1983: Long time behavior of solutions of nonlinear wave equations). De 1993 a 1999 foi editor do periódico American Journal of Mathematics.

## Publicações selecionadas
- Klainerman, Sergiu,  Uniform decay estimates and the Lorentz invariance of the classical wave equation. Communications on Pure and Applied Mathematics, vol. 38 (1985), no. 3, pp. 321–332
- Klainerman, Sergiu,  The null condition and global existence to nonlinear wave equations. Nonlinear systems of partial differential equations in applied mathematics, Part 1 (Santa Fe, N.M., 1984), pp. 293–326, Lectures in Appl. Math., 23, American Mathematical Society, Providence, RI, 1986. ISBN 0-8218-1125-8
- Klainerman, Sergiu; Machedon, Matei, Space-time estimates for null forms and the local existence theorem, Communications on Pure and Applied Mathematics,  vol. 46 (1993), no. 9, pp. 1221–1268
- Christodoulou, Demetrios; Klainerman, Sergiu,  The global nonlinear stability of the Minkowski space. Princeton Mathematical Series, 41. Princeton University Press, Princeton, NJ, 1993. ISBN 0-691-08777-6
- Klainerman, Sergiu; Machedon, Matei, Smoothing estimates for null forms and applications.  A celebration of John F. Nash, Jr., Duke Mathematical Journal.,  vol. 81 (1995), no. 1, pp. 99–133